# Krapfen (Quarkteig)
Krapfen sind süße Gebäckstücke aus Teigen mit Quark, die dem Siedegebäck zugerechnet werden.

## Varianten
- Im Siegerland werden ungefüllte Krapfen aus Quarkteig als Krebelcher bezeichnet.
- In Sachsen finden sich die kleineren Quarkbällchen mit Quarkfüllung.
- Schweizer Zigerkrapfen bestehen aus Quarkteig und sind mit gesüßtem Ziger und Rosinen gefüllt.